# Antonia Ricaurte Nariño
Antonia Ricaurte Nariño (Santafé, 13 de junio de 1800-Bogotá, 6 de octubre de 1853) fue una dama de sociedad neogranadina, considerada como heroína de la independencia de Colombia.
Su madre fue confinada al destierro por las fuerzas españolas de Pablo Morillo en Zipacón, siendo Antonia y sus hermanas las encargadas de custodiar a la dama a su exilio, y asistirla, mientras brindaban apoyo a la causa patriótica.
Su descendencia ha sido influyente en la política de la actual República de Colombia.

## Familia
Antonia Ricaurte Nariño era miembro de la aristocracia criolla del Virreinato de Nueva Granada, siendo hija de Pedro Bernardino Ricaurte Rigueiros y de Josefa Joaquina Dolores Nariño Álvarez y Ortega. Eran sus hermanos Trinidad, Jacobo Santiago y José María Leocadio Ricaurte Nariño.
Su madre era sobrina del político español Manuel de Bernardo Álvarez del Casal (casado con una de las hijas del marqués Jorge Miguel Lozano), y prima del prócer de la independencia Antonio Nariño (casado con Magdalena Ortega).

### Matrimonio y descendencia

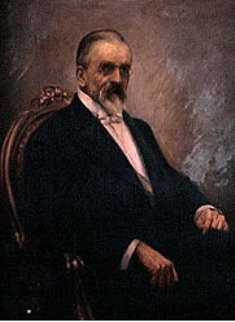
Su nieto, el expresidente colombiano José Manuel Marroquín.

El 21 de octubre de 1819, días después de la Batalla de Boyacá, Antonia contrajo nupcias con el abogado y político Alejandro Osorio Uribe, con quien tuvo 14 hijos: Matilde, Alejandro, Ignacia, Juan Crisóstomo, Elías, María Josefa, Elisa, Emilia, Celestina, Antonio María, Nicolás, José Ignacio e Inés Osorio Ricaurte.
Nietos de Antonia por esta línea fueron Andrés, Lorenzo y José Manuel Marroquín Osorio.
Su hijo Juan Crisóstomo fue músico. José Ignacio fue abogado casado con María Antonia Orrantía, tía del diplomático Lázaro María Pérez Angulo, quien fue padre a su vez del banquero José Joaquín Pérez Orrantia. Lázaro era primo de Isabel Orratía de Suárez, esposa del expresidente Marco Fidel Suárez, quien viudo joven de Isabel fue padre de los hermanos Gabriel (muerto por la gripe española), y María Antonia Suárez Orrantía. Joaquín Orrantía, el padre de Isabel de Suárez, era pariente lejano de José Eusebio Caro.